# Leon van den Hoven
Leon Hendrik van den Hoven (Auckland, 20 april 2000) is een Nieuw-Zeelands voetballer van Nederlandse afkomst die als middenvelder voor Auckland United FC speelt.

## Carrière
Leon van den Hoven speelde in de jeugd van Onehunga Sports en Auckland City FC. In de winterstop van het seizoen 2017/18 vertrok hij naar Eastern Suburbs AFC, waar hij tien wedstrijden in de New Zealand Football Championship speelde. Na een half jaar vertrok hij naar RKC Waalwijk, waar hij een seizoen in het tweede elftal speelde. In de zomer van 2019 keerde hij weer terug bij Eastern Suburbs. Hier speelde hij een seizoen, waarna hij naar competitiegenoot Waitakere United vertrok. Sinds 2021 speelt hij voor Auckland United FC.

### Statistieken
| Seizoen                                                              | Club                | Competitie      | Competitie | Competitie | Beker | Beker | Overig* | Overig* | Totaal | Totaal |
| Seizoen                                                              | Club                | Competitie      | Wed.       | Dlp.       | Wed.  | Dlp.  | Wed.    | Dlp.    | Wed.   | Dlp.   |
| -------------------------------------------------------------------- | ------------------- | --------------- | ---------- | ---------- | ----- | ----- | ------- | ------- | ------ | ------ |
| 2017/18                                                              | Eastern Suburbs AFC | Championship    | 10         | 0          | 0     | 0     | 1       | 0       | 11     | 0      |
| 2018/19                                                              | RKC Waalwijk        | Eerste divisie  | 0          | 0          | 0     | 0     | 0       | 0       | 0      | 0      |
| 2019/20                                                              | Eastern Suburbs AFC | Championship    | 9          | 0          | 0     | 0     | 3       | 0       | 12     | 0      |
| 2020/21                                                              | Waitakere United    | Championship    | 12         | 2          | 0     | 0     | 0       | 0       | 12     | 2      |
| 2021                                                                 | Auckland United FC  | National League | 19         | 3          | 0     | 0     | 0       | 0       | 19     | 3      |
| Carrièretotaal                                                       | Carrièretotaal      | Carrièretotaal  | 50         | 5          | 0     | 0     | 4       | 0       | 54     | 5      |
| *Wedstrijden uit de New Zealand Football Championship Finals Series. |                     |                 |            |            |       |       |         |         |        |        |
| Bijgewerkt op 6 december 2021                                        |                     |                 |            |            |       |       |         |         |        |        |

### Interlandcarrière
Leon van den Hoven speelde voor twee Nieuw-Zeelandse vertegenwoordigende jeugdelftallen. In 2017 won hij met Nieuw-Zeeland onder 17 het Oceanisch kampioenschap en kwam hij ook op het WK in dezelfde leeftijdscategorie uit. In 2018 won hij met Nieuw-Zeeland onder 19 het Oceanisch kampioenschap en een jaar later speelde hij op het Wereldkampioenschap voetbal onder 20.